# Capitán Atlas
Capitán Atlas es un personaje ficticio que aparece en los cómics estadounidenses publicados por Marvel Comics. Creado por el escritor Mark Gruenwald y el artista Mike Manley, el personaje debutó en el Quasar # 9 (abril de 1990). Fue presentado como socio de la Doctora Minerva y más tarde fue miembro del súper equipo Kree Fuerza Estelar. También era conocido como Hombre de Titanio.
El personaje es interpretado por Algenis Pérez Soto en la película Marvel Cinematic Universe, Capitana Marvel (2019).

## Historial de publicación
Capitán Atlas apareció por primera vez en Quasar # 9 (abril de 1990), creado por el escritor Mark Gruenwald y el artista Mike Manley. Fue presentado como el nuevo amante de la Doctora Minerva, ella se había empoderado a sí misma y a At-lass.
Reapareció como miembro del equipo de Fuerza Estelar; junto a Minerva, Ronan el Acusador, Supremor, Ultimus, Korath el Perseguidor y Shatterax, creado por la Inteligencia Suprema. El equipo estuvo activo durante la Operación Tormenta Galáctica, encargado de defender el imperio Kree de las amenazas superpoderosas.
Regresó brevemente durante el evento Infinity como parte del equipo de Spymaster. Tenía un nuevo nombre en clave llamado Titanium Man.

## Biografía
Att-Lass, nativo del planeta Kree-Lar, trono-mundo del imperio Kree, se gradúa de la Academia Militar de Kree para convertirse en Capitán de la flota espacial de Kree. Se le da el mando del crucero ligero Kree Ramatam. También se convierte en un guerrero y agente especial para la Inteligencia Suprema.
Tomando el alias de Sr. Atlas, acompaña a la Doctora Minerva a una exposición de armas A.I.M. Ayuda a Minerva a capturar a Quasar para obtener sus bandas cuánticas. Más tarde, Quasar lo rescata del espacio exterior, pero el héroe lo obliga a abandonar la Tierra.
El Capitán Atlas y la Doctora Minerva exploran la tumba del Capitán Marvel en una de las lunas de Saturno, buscando sus nega bandas. Atlas es capturado por Quasar nuevamente y atacado por miembros de la Guardia Imperial Shi'Ar, representantes de una galaxia que atraviesa la raza aviar. Atlas aún logra obtener las nega bandas de Mar-Vell. Atlas luego lucha contra Hombre Maravilla en la Tierra, y es capturado por él. Es liberado por un miembro de la Guardia que se hace pasar por la Doctora Minerva y luego es capturado por el resto de la Guardia Imperial. El Shi'ar luego lo despoja de las nega bandas, y el miembro telepático de la Guardia Oráculo drena el Atlas de información estratégica. Atlas es liberado del cautiverio Shi'ar por Shatterax.
Atlas luego se une a la Fuerza Estelar Kree. Junto a la Fuerza Estelar, él lucha contra los Vengadores en Kree-Lar. Sobrevive al genocida 'Nega-Bomb', que casi destruye a la sociedad Kree. Aparentemente, se suicida a través de la activación del programa de autodestrucción de su traje de batalla, pero en realidad sobrevive y se esconde con la Doctora Minerva.
Durante la historia del Infinito, Kree envía al Capitán Atlas a la Tierra, donde se hace pasar por Hombre de Titanio y reúne a Ventisca, Constrictor, Firebrand IV, Spymaster, Unicornio, Látigo Negro IV, y Torbellino para unirse a él en un atraco a la Torre Stark para robar las armaduras de Iron Man allí. Después de una rápida escaramuza, el Capitán Atlas anunciaría que sabía dónde encontrar al comprador de las armaduras de Iron Man robadas y teletransportó a sus "compañeros de equipo" a su nave, donde reveló su verdadera identidad. Iron Man finalmente rastreó a los villanos y ayudó a Ventisca, Constrictor, Firebrand, Unicornio, Látigo Negro y Torbellino a luchar contra el Capitán Atlas y Spymaster sobre los dos que cruzaron los otros villanos. Antes de que el Capitán Atlas pueda aplastar a Iron Man hasta morir, es vaporizado por Unicornio.

## Poderes y habilidades
Att-Lass fue miembro de la raza alienígena Kree, y también fue alterado mutagénicamente por el Kree Psyche-Magnetron, lo que le otorga fuerza y durabilidad sobrehumanas y el poder de vuelo. No podía respirar en la atmósfera de la Tierra sin un aparato especial o un suero para respirar.
Att-Lass fue uno de los soldados más condecorados del Imperio Kree, y fue altamente exitoso en todas las formas de combate armado y desarmado utilizado en el Imperio Kree. Fue un excelente combatiente mano a mano. También tenía la capacidad de pilotar varias naves estelares Kree.
Los artesanos y técnicos del Imperio Kree construyeron una serie de accesorios para su uso como oficial de los militares Kree. Su casco contiene un suministro de aire con el mismo equilibrio nitrógeno-oxígeno que la atmósfera de Kree-Lar. El Kree uni-beam que lleva en su muñeca proyecta rayos de energía de conmoción y rayos de luz similar a un láser que generan un calor intenso. También emplea una poción de respiración especial para respirar en la atmósfera de la Tierra sin su casco; El suero también altera temporalmente el color de su piel a un tono caucásico. También fue capitán del Ramatam y tuvo acceso a la tecnología avanzada y al armamento a bordo de la nave estelar.
Llevó brevemente las nega bandas del Capitán Marvel, lo que le permitió convertir la energía psiónica para una variedad de usos, incluida la mejora de su fuerza y durabilidad sobrehumanas.

## Otras versiones

### Marvel Zombies
En Marvel Zombies, se ve una versión zombi del Capitán Atlas junto con otros héroes zombificados que intentan capturar a Magneto y su grupo de sobrevivientes.

### House of M
En la realidad de House of M, aparece una versión del Capitán Atlas como capitán del ejército Kree.

### What If?
Una versión de Captain Atlas aparece en What If? Los Vengadores perdieron la guerra Kree-Shi'ar.

### Mini-Marvels
Una versión del Capitán Atlas aparece en Mini Marvels.

## En otros medios

### Película
Att-Lass aparece en Capitana Marvel, interpretado por Algenis Pérez Soto. Es miembro de la Fuerza Estelar de Yon-Rogg y está equipado con pistolas gemelas como armas. Más tarde, Att-Lass acompaña a Yon-Rogg, Fuerza Estelar y algunos soldados Kree a la Tierra para encontrar a Carol Danvers donde también se descubrió que el difunto Mar-Vell había escondido a algunos refugiados Skrull. Parece reacio a tratar de traer a Carol Danvers una vez que ella haya descubierto su historia. Después de que Carol Danvers cortara el implante que limitaba sus habilidades, Att-Lass se unió a Fuerza Estelar y a los soldados Kree en su lucha, pero está sometido.

### Videojuegos
Att-Lass aparece como un personaje de asistencia en el juego de arcade 1995, Avengers in Galactic Storm.